# Battalions of Fear
Battalions of Fear – pierwszy album niemieckiego zespołu power metalowego Blind Guardian, wydany w 1988 roku. Charakteryzuje się on ciężkim brzmieniem i prostymi kompozycjami. Reedycja albumu z roku 2007 zawiera wszystkie utwory z pierwszego dema zespołu Symphonies of Doom jako materiał dodatkowy.
Pierwszą trasę koncertową związaną z promocją tej płyty muzycy uważają za wielką porażkę – w Ludwigshafen am Rhein na koncert przyszło jedynie 10 osób. Dopiero po jej zakończeniu zainteresowanie zespołem wzrosło ponad dziesięciokrotnie.

## Lista utworów
1. Majesty – 7:31
2. Guardian of the Blind – 5:12
3. Trial by the Archon – 1:45
4. Wizard's Crown – 3:50
5. Run for the Night – 3:36
6. The Martyr – 6:18
7. Battalions of Fear – 6:09
8. By the Gates of Moria – 2:53
9. Gandalf's Rebirth – 2:10

### Dodatkowe utwory na zremasterowanej wersji z roku 2007
1. Brian – 2:53
2. Halloween – 3:38
3. Lucifer's Heritage – 5:00
4. Symphonies of Doom – 4:24
5. Dead of the Night – 3:45

## Skład zespołu
- Hansi Kürsch – śpiew, gitara basowa
- André Olbrich – gitara, śpiew
- Marcus Siepen – gitara, śpiew
- Thomas „Thomen” Stauch – perkusja

## Tematyka utworów
- „Majesty” był inspirowany Władcą Pierścieni J.R.R. Tolkiena, odniesienia do tego utworu można też znaleźć w utworach „Wizard's Crown” i „Run For the Night”
- „Guardian of the Blind” został zainspirowany powieścią To! Stephena Kinga
- „The Martyr” opowiada o życiu Jezusa Chrystusa (fragmenty Ewangelii Mateusza 2:1, 2:16, 3:2, 4:6-8, 5:3,10, 5:13,14, 22:19-20, 26:15, 27:28, 27:37, 27:45-46, Marka 3:5 15:26, 15:38, Łukasza 1:35, 5:20, 8:44, 22:47, 23:38, Jana 13:21,30, 19:6,7,19 oraz Dzieje Apostolskie 1:18)
- „Battalions of Fear” to krytyka zimnej wojny
- „By the Gates of Moria” i „Gandalf's Rebirth” były inspirowane twórczością Antonína Dvořáka i „Władca Pierścieni” J.R.R. Tolkiena
- tematem „Wizard's Crown” jest Aleister Crowley